# Strijensas
Strijensas est un village de la commune néerlandaise de Hoeksche Waard, dans la province de la Hollande-Méridionale. Le 1er janvier 2008, le village comptait 400 habitants.

## Histoire
Strijensas a été une commune indépendante jusqu'au 1er septembre 1855, date de son rattachement à la commune de Strijen, à laquelle elle avait déjà appartenu de 1812 à 1817.